# Мемориал
 Тази статия е за съоръжението.  За организацията вижте Мемориал (организация).  
Мемориалът е съоръжение за увековечаване на паметта за събитие, (обикновено починали) хора или човек. Понякога е противопоставян на термина „паметник“, разбиран предимно като скулптура – статуя, релеф, бюст и пр.
Често представляват художествени творби. Могат да бъдат монументални (забележителни заради размерите, мястото и вида им), включително архитектурни и ландшафтни – като триумфални арки, братски могили, мавзолеи (вкл. тюрбета), пантеони, обелиски, колони. Към тях спадат също форми като вечни огньове, паметни плочи (с надпис, понякога с релеф), стели, фонтани, както и обекти, наречени мемориални (паметни) – чешми, църкви (вкл. катедрали и параклиси), джамии, синагоги, паркове (Скобелев парк), градини, музеи, зали, мостове, кули и мн. др.
Погребалните обекти също са мемориали. Те могат да бъдат съоръжени като гроб (обикновено с надгробна плоча и/или паметник), кенотаф, отделно стояща гробница (мавзолей), образуващи сборни обекти като гробище, колумбарий и др. В някои общности при смърт на човек в негова памет се засажда дърво или се събират дарения за благотворителност.
Използва се също терминът мемориален комплекс за обозначаване на територия с монументални архитектурни съоръжения, обединени от обща тема за почит – скулптурни групи и други видове паметници. Обикновено представлява парк (най-често със строго регулирана планировка), с включени широки алеи и площадки.